# Vulcain (Uhrenmarke)
Vulcain ist seit 2001 eine Uhrenmarke der Manufacture des Montres Vulcain SA (vormals PMH SA). Ursprünglich wurde die Firma als Schweizer Uhrenmanufaktur im Jahre 1858 von Maurice Ditisheim in La Chaux-de-Fonds gegründet.

## Geschichte
Vulcain wurde 1858 in La Chaux-de-Fonds in der Schweiz von den Brüdern Maurice, Gaspard und Aron Ditisheim gegründet. Die Ditisheims waren eine von vielen jüdischen Familien, die an der Innovation und Modernisierung der Schweizer Uhrenindustrie beteiligt waren. Innerhalb von 20 bis 30 Jahren entwickelte sich das Unternehmen von einem kleinen Atelier zu einer erfolgreichen und bekannten Marke. Da die Brüder auch mit ausländischen Branchenvertretern zusammenarbeiteten, verfügten sie über ein internationales Netzwerk von Kontakten. 1886 kaufte Maurice seinen Brüdern das Unternehmen ab.
Bis zum Ende des Jahrhunderts hieß die Uhrenmanufaktur „Manufacture Ditisheim“. 1894 wurden erstmals Uhren unter dem Markennamen Vulcain angeboten. Zu der Zeit befand sich das Unternehmen unter der Leitung von Maurice Ditisheims Sohn Ernest-Albert Ditisheim. Im Jahr 1900 ließ Ditisheim den Namen „Vulcain“ als Markennamen für seine Taschenuhren eintragen, nach dem römischen Gott des Feuers.
Bis zum Zweiten Weltkrieg konzentrierte sich Vulcain ausschließlich auf die Herstellung von Taschenuhren und wandte sich erst mit der zunehmenden Beliebtheit von Armbanduhren für das Militär ebendiesen zu. Im Gegensatz zu anderen Uhrenmanufakturen verpasste man nicht den zu Beginn des 20. Jahrhunderts aufkommenden Trend zur Armbanduhr und konnte schon sehr früh mit einer grossen Auswahl für Herren- und Damenarmbanduhren aufwarten.
Im Jahr 1947 lancierte Vulcain die weltweit erste Armbanduhr mit Handaufzug und integriertem Wecker mit dem Namen cricket (engl. für „Grille“). Der Name leitet sich vom „Schnarren“ des Alarmtons ab. Später wurde die Vulcain Cricket auch als die Präsidentenuhr bezeichnet, da sie von den US-Präsidenten Truman, Eisenhower, Lyndon B. Johnson und Nixon getragen wurde.
Ein weiterer Meilenstein in der Geschichte der Firma Vulcain aus dem Jahr 1961 ist die Taucheruhr Cricket Nautical, eine Armbanduhr mit Handaufzug und Wecker und einer über eine Krone einstellbaren Dekompressionsskala auf dem Zifferblatt. Der Schweizer Tauchexperte und Mathematiker Hannes Keller stellte 1961 im Tessin mit diesem Modell am Handgelenk in 222 Meter Tiefe den damaligen Heliox-Tieftauchrekord auf.
Nach dem Zusammenschluss mit anderen Uhrenmarken zur MSR-Gruppe in der Quarzkrise der 1980er Jahre wurde es dann still um die Marke Vulcain. Das berühmte Weckerkaliber Cricket wurde jedoch weiterhin gefertigt und in den Uhren der Marke Revue verwendet.
Im Jahre 2001 wurde die Marke Vulcain aus der MSR Gruppe gelöst und, zusammen mit den Rechten an dem Cricket-Werk, an die Firma Manufacture des Montres Vulcain SA in Le Locle verkauft.
Im Jahre 2005 präsentierte Vulcain auf der Baselworld-Messe mit der Imperial Gong die weltweit erste Uhr mit Tourbillon und Wecker mit Tonfeder.
Im Jahre 2009 präsentierte Vulcain das V-21 Automatic-Werk mit der traditionellen Wecker-Komplikation. Im Dezember 2009 wurde Vulcain an die Excellence Holding AG in Rapperswil verkauft, die zur Centum Prata Gruppe gehört.
Im Jahre 2010 präsentierte die Marke Vulcain die Original Präsidentenuhr der 50er Jahre mit den gleichen Funktionen wie damals, jedoch in einem zeitgemässen Design und mit Automatikwerk.
Im Jahre 2023 kauft ein französischer Ingenieur, William Laidet, die Firma.